# Microligia dolosa
Microligia dolosa är en fjärilsart som beskrevs av W. Warren 1897. Microligia dolosa ingår i släktet Microligia och familjen mätare. Inga underarter finns listade i Catalogue of Life.